# Verner Forsten
Kaarlo Werner Kaarlonpoika (Karl Verner) Forstén (ryska: Вернер Карлович Форстен; Verner Karlovitj Forsten) född 28 januari 1885 i Björneborg, död 23 april 1956 i Kem  var en finländsk kommunist som under lång tid hade ett stort politiskt inflytande i sovjetiska Karelen, och som tjänstgjorde som ordförande för Petrozavodsks kommunfullmäktige och Narkom (folkkommissarie). Han var också en av grundarna av Finlands kommunistiska parti (FKP). Verner Forstens maka var ledamoten i Finlands lantdag, Aino Forsten.

## Biografi

### Verksamhet i Finland
Född i Björneborg arbetade Forsten som brevbärare och var redan i början av 1900-talet engagerad i den socialdemokratiska arbetarrörelsens verksamhet i hemstaden. Samtidigt blev han bekant med Aino Rainio, som 1906 flyttade till Björneborg, och som Forsten gifte sig med 1909. Under finska inbördeskriget 1918 var han en av de ledande gestalterna i  Björneborgs röda garde och tjänstgjorde som stadens postkommissarie. I slutet av kriget tillfångatogs och avrättades bland annat Aino Forstens bror Jussi Vainio av de vita, men paret Forsten gav sig, liksom flera hundra andra av Björneborgs rödgardister, ut på väg österut. Efterlysta av de vita lyckades paret Forsten ta sig över gränsen till Sovjetryssland, där de bosatte sig i Petrograd i juli 1918.

### Tid i Sovjetunionen
Efter att ha flytt till Sovjetryssland var Verner Forsten medlem av Petrograds kommitté för finska flyktingar och i augusti 1918 var han sekreterare vid mötet för finska kommunistpartiets grundande i Moskva. Aino Forsten deltog också i mötet och fungerade senare som revisor för partiets centralkommitté i Petrograd under två år. I februari 1919 undertecknade de båda ett revolutionärt manifest publicerat av FKP och riktat till Finlands riksdag.
1920 fick paret en arbetsorder i Karelska arbetarkommunen, där Verner Forsten till en början utsågs till chef för det karelska arbetarsamfundets upplysningsråd. Från 1923 var han chef för den finska avdelningen för folkkommissariatet för utbildningsfrågor i Karelska autonoma socialistiska sovjetrepubliken, och var även ledamot av centrala verkställande utskottet och ledamot av verkställande utskottet för Uhtuas distriktsråd. Forsten befordrades senare till biträdande ekonomichef för Karelska ASSR och chef för väg- och postavdelningen. Han var ordförande i Petrozavodsks stadsfullmäktige från 1932 till 1936. I februari 1935 valdes Forsten till Karelens representant i Nationalitetsrådet för Sovjetunionens centrala exekutivkommitté. Men på grund av nationalism uteslöts han från Sovjetunionens kommunistiska parti samma vår, och ett år senare var Forsten också tvungen att lämna Petrozavodsks stadsfullmäktige.
Under 1920- och 1930-talen var Forsten en av nyckelpersonerna i moderniseringen av sovjetiska Karelen, fungerade som initiativtagare och övervakare av bland annat byggprojektet av ett lokalt vattenkraftverk. Forsten förekommer också i den vitkarelska författaren Ortjo Stepanovs verk Vako vaolta (1964) och Sakun Jaakko (1973).

### De sista åren
Under stora utrensningen fängslades Forsten den 25 juli 1937 och i september dömdes han till åtta års tvångsarbete som nationalist. Hustrun Aino, å andra sidan, avrättades anklagad för kontrarevolutionär verksamhet i november samma år. Verner Forsten befann sig i ett arbetsläger i Krasnojarsk, Sibirien, från vilket han släpptes i juli 1946. Forsten bodde det sista åren i vitkarelska Kem. Verner och Aino Forsten rehabiliterades efter Stalins död 1955.